# Капмани-и-Монтпалау, Антонио де
Антонио де Капмани-и-Монтпалау (исп. Antonio de Capmany y Montpalau; 24 ноября 1742 — 14 ноября 1813) — испанский историк, археограф, филолог, экономист и политик.

## Биография
Недолго находился на военной службе, был секретарём Королевской академии истории.

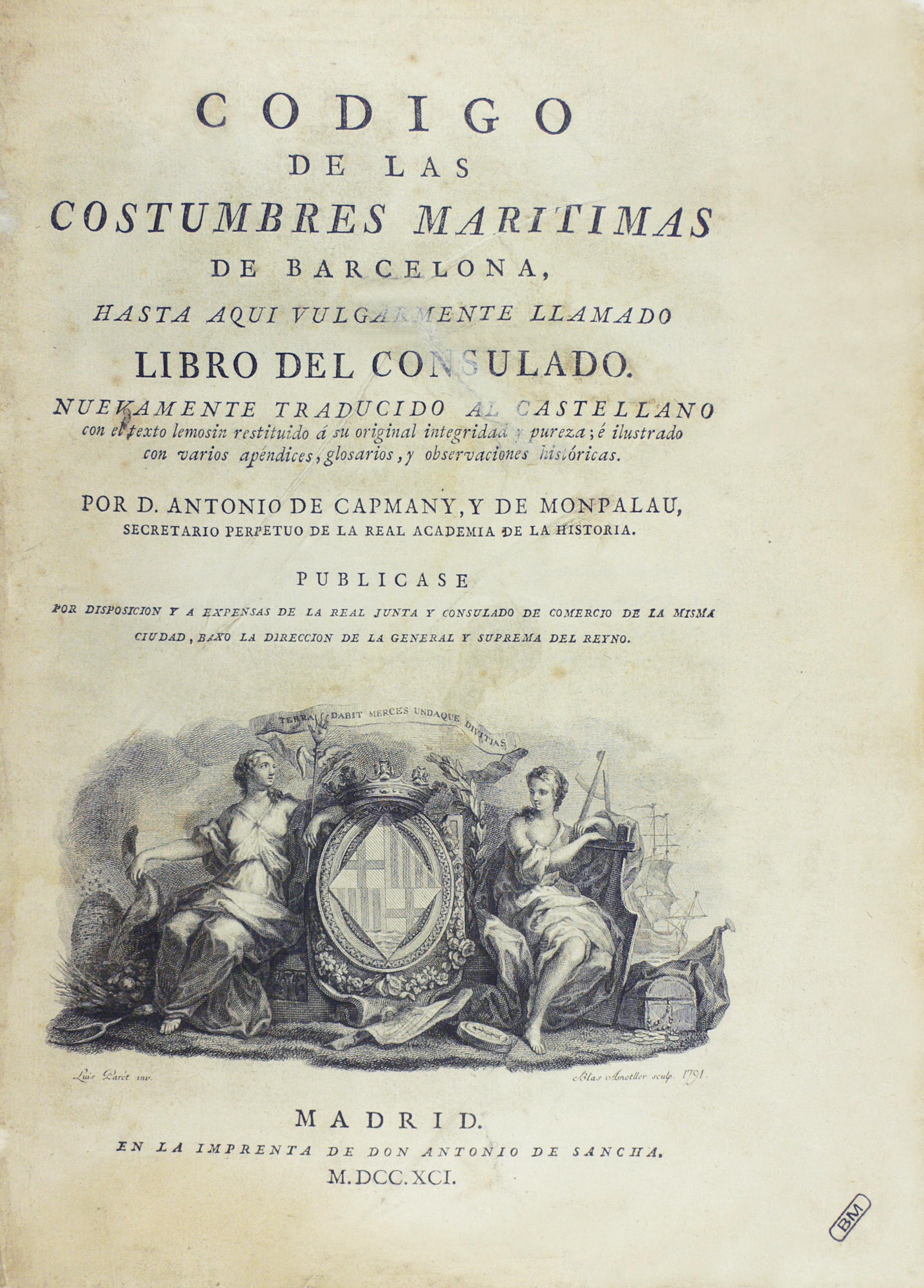
Libro del Consulad, 1791

Наиболее значительный труд Кампани-и-Монтпалау — четырёхтомые «Исторические записки о морской торговле и ремёслах древнего города Барселона» (исп. Memorias históricas sobre la marina, commercio, y artes de la antigua ciudad de Barcelona; 1779—1792). Другие его исторические сочинения — «Teatro histórico-critico de la elocuencia Española» (1786—1794); «Antiguos tratados de paces y alianzas entre algunos ryes de Aragon y diferentes principes infieles de Asia y Africa» (1786); «Cuestiones criticas sobre varios puntos de historia economica, politka y militar» (1807); «Pràctica y estilo de celebrar córtes en el reino de Aragon, principado de Cataluña y reino de Valencia, y una noticia de las de Castilla y Navarra» (1821).
В русле археографических изысканий А.Кампани в 1791 году был издан известный средневековый «Кодекс морских обычаев Барселоны, ранее называемый Книга Консулата» на каталанском языке и перевод его на кастильский.
Капмани был одним из наиболее проницательных исследователей родной старины и горячо отстаивал чистоту кастильского языка от примеси галлицизмов.
Кампани-и-Монтпалау был активным участником Кадисских кортесов.